# Baramandougou
Baramandougou is een gemeente (commune) in de regio Ségou in Mali. De gemeente telt 9100 inwoners (2009).